# Nikolai Nikolaeff
Nikolai Nikolaeff (Melbourne, 26 dicembre 1981) è un attore australiano naturalizzato neozelandese.

## Biografia
Recitare era sempre stato il suo sogno e, all'età di 12 anni, i suoi genitori lo iscrissero al Victorian Youth Theatre. Qui, Nikolaeff si esibì in alcune produzioni teatrali, includendo Alice nel Paese delle Meraviglie e Amleto. All'età di 16 anni, Nikolaeff ottenne il suo primo ruolo da protagonista nella serie televisiva per ragazzi Crash Zone, impersonando Mike Hanson. Tra i suoi ruoli più importanti nelle serie TV per ragazzi, troviamo Jack Bailey in Geni per caso e Dominic Hargan in Power Rangers Jungle Fury con alcune apparizioni ne Il faro incantato e Scooter - Agente segreto. Per quanto riguarda le serie televisive per adulti, ha recitato in Blue Heelers - Poliziotti con il cuore, Sea Patrol e The Pacific, prodotto da Steven Spielberg e Tom Hanks. Nel 2015 appare nella serie televisiva Daredevil nel ruolo di Vladimir, un russo che cerca di farsi un nome in America insieme a suo fratello Anatoly. Sul grande schermo, ha interpretato il pilota russo in Stealth - Arma suprema e Vlad in The Wedding Party.

## Vita privata
È abile in svariati sport, tra cui il tuffo dal trampolino, sci, snowboard e roccia. Pratica anche l'uso delle armi, tra cui il balisong, il lancio del coltello ed il combattimento con le spade.

## Filmografia
- The Edge of the Sea, regia di Darren Grey – cortometraggio (1998)
- Crash Zone – serie TV, 26 episodi (1999-2001)
- Blue Heelers - Poliziotti con il cuore (Blue Heelers) – serie TV, episodi 6x03-11x09 (1999-2004)
- High Flyers – serie TV (1999)
- Il faro incantato (Round the Twist) – serie TV, episodi 3x02-3x13 (2000)
- Eugenie Sandler P.I. – serie TV, episodio 1x12 (2000)
- Pig's Breakfast – serie TV, 3 episodi (2000-2001)
- Driving Asleep at the Wheel and the Occasional Love Story, regia di Joseph McMahon – corto (2002)
- Consequences, regia di Tim Auld – corto (2002)
- The Deal, regia di James Auld – corto (2003)
- Saddle Club (The Saddle Club) – serie TV, 19 episodi (2003)
- Subterano, regia di Esben Storm (2003)
- Stingers – serie TV, episodio 8x08 (2004)
- Happy Hour, regia di Charles Williams – corto (2004)
- Scooter - Agente segreto (Scooter: Secret Agent) – serie TV, episodio 1x22 (2005)
- Stealth - Arma suprema (Stealth), regia di Rob Cohen (2005)
- Geni per caso (Wicked Science) – serie TV, 26 episodi (2005-2006)
- Penicillin: The Magic Bullet, regia di Gordon Glenn – Film TV (2006)
- Kenneth, regia di Jamie McDowell – corto (2006)
- Forged, regia di David No – corto (2006)
- One Potato Two Potato, regia di Birrin King – corto (2007)
- Canal Road – serie TV, episodio 1x03 (2008)
- Valentine's Day, regia di Peter Duncan – film TV (2008)
- Mark Loves Sharon – serie TV, episodio 1x02 (2008)
- Power Rangers: Jungle Fury – serie TV, 14 episodi (2008)
- Sea Patrol – serie TV, 41 episodi (2009-2011)
- Kin, regia di Amanda Jane (2009)
- The Pacific – miniserie TV (2010)
- Deeper Than Yesterday, regia di Ariel Kleiman – corto (2010)
- The Wedding Party, regia di Amanda Jane (2010)
- Daredevil – serie TV (2015)
- Thea – serie TV (2016)
- Red Zone - 22 miglia di fuoco (Mile 22), regia di Peter Berg (2018)
- Togo - Una grande amicizia (Togo), regia di Ericson Core (2019)
- NCIS - Unità anticrimine (NCIS) – serie TV, episodio 17x14 (2020)
- Demeter - Il risveglio di Dracula (The Last Voyage of the Demeter), regia di André Øvredal (2023)

## Teatro
- Alice nel Paese delle Meraviglie (1993)
- Amleto (1994)
- Sogno di una notte di mezza estate (1996)
- Godspell (1996)
- The Really Confusing Inspector Hound (1997)
- Così (1997)
- It's Showtime (1997)
- L'anima buona di Sezuan (1998)
- I Never Saw Another Butterly (1999)
- Romeo Rosalind and Juliet (1999)
- White Rose (Musical) (2003)
- After a Pause-Paradise Found (2003)
- Playing You (2005)

## Doppiatori italiani
Nelle versioni in italiano delle opere in cui ha recitato, Nikolai Nikolaeff è stato doppiato da:
- Stefano Brusa in Daredevil, NCIS: New Orleans
- David Chevalier in Crash Zone
- Gabriele Sabatini in Geni per caso
- Fabrizio De Flaviis in Sea Patrol
- Alessandro Budroni in Togo - Una grande amicizia
- Marco Vivio in Power Rangers Jungle Fury
- Stefano Crescentini in Demeter - Il risveglio di Dracula